# Обонкур Возел
Обонкур Возел (фр. Auboncourt-Vauzelles) насеље је и општина у североисточној Француској у региону Шампања-Ардени, у департману Ардени која припада префектури Ретел.
По подацима из 2011. године у општини је живело 101 становника, а густина насељености је износила 18,7 становника/km². Општина се простире на површини од 5,4 km². Налази се на средњој надморској висини од 98 метара.

## Демографија
| 1962. | 1968. | 1975. | 1982. | 1990. | 1999. | 2011. |
| ----- | ----- | ----- | ----- | ----- | ----- | ----- |
| 73    | 85    | 80    | 82    | 82    | 85    | 101   |

График промене броја становника у току последњих година